# Afikomane

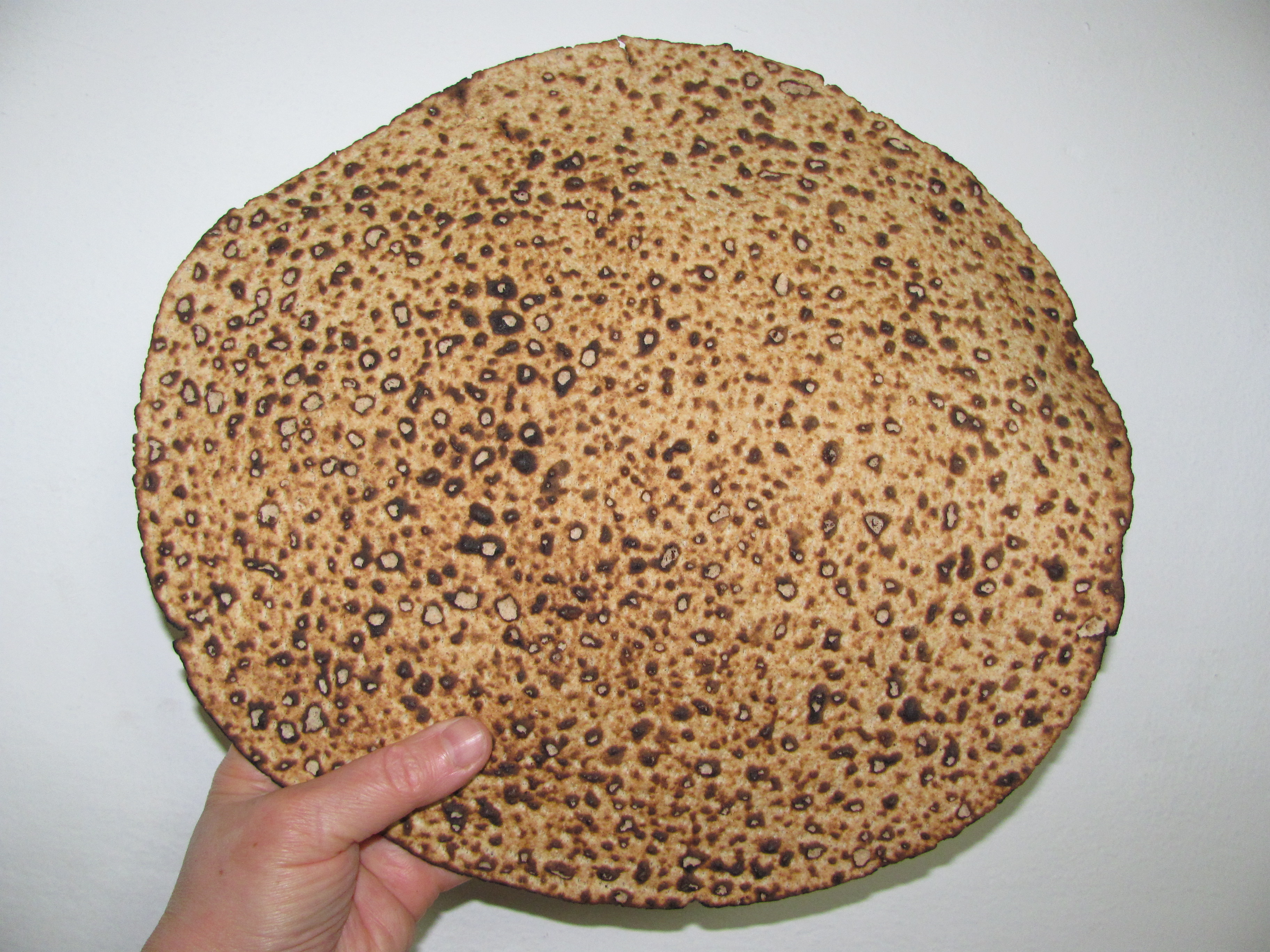
Un matza, dont est extrait l’afikomane

L’afikomane (en hébreu אֲפִיקוֹמָן (epikoman), du grec ἐπὶ κῶμον (epikomon) ou ἐπικώμιον (epikomion), également transcrit afikoman ou afikomen, signifiant « ce qui vient après » ou « dessert ») est une part de matza (pain azyme) qui est coupée au début du Séder de Pessa'h et mis à part afin d’être mangé comme dessert à la fin du repas.
D’après la Mishnah du traité Pesahim 119b, l’afikomane est un substitut à l’offrande pascale, qui fut la dernière chose mangée durant le Séder de Pessa'h à l’époque des Premier et Second Temples et durant la période du Tabernacle. Le Talmud fait état de l’interdiction d’avoir l’afikomane après avoir mangé le repas, de sorte que le goût des matzas qui a été mangé pendant le repas reste en bouche. Après la destruction du Temple, les juifs mangeaient un morceau de matza aujourd’hui connu comme afikomane pour finir le repas de Séder de Pessa'h.
Les variantes de l’afikomane varient, bien qu'elles partagent souvent l’objectif de garder les enfants éveillés et alertes pendant jusqu'à la fin du repas de Séder de Pessa'h. Selon les coutumes ashkénazes, le chef de famille cache l’afikomane que les enfants peuvent trouver, ou encore le voler puis le racheter.
D’après la tradition Mizrahi, l’afikomane peut être attaché dans une écharpe au dos d'un enfant pour la durée du Séder.

## Préparation
L’afikomane est préparé pendant la quatrième partie du Séder, Yachatz. Au cours de ce rituel, le leader du Séder sort une matza de la pile de trois matzot entières sur la table du Séder. Il sépare cette matza en deux, ramenant le plus petit morceau à la pile et mettant de côté le plus grand morceau afin d’être mangé plus tard, durant Tzafun. L’afikoman est enveloppé dans une serviette avant d’être caché.

### Tradition du «vol»
La coutume de cacher l’afikomane pour que les enfants « volent » et réclament une récompense est basée sur la Gémara suivante : 
Rabbi Eliezer dit qu'il faut « saisir les matzot » pour que les enfants ne s’endorment pas. Selon Moïse Maïmonide, Rabbi Eliezer fait référence à cette pratique du vol de l’afikomane pour que les enfants restent éveillés jusqu'à la fin du repas.
La Haggadah Otzar Divrei HaMeforshim cite plusieurs autres raisons de voler l’afikomane. Selon Mekor Chaim - Chavos Yair, cette coutume démontre l’amour pour la mitsva de l’afikomane. Menashe Klein, Rabbin de Oujhorod, dit que cette coutume est une reconstitution du récit biblique de Jacob volant les bénédictions qui étaient censées aller à son frère Ésaü. Le Midrash Pliah dit qu’Isaac a dit à Ésaü: « Ton frère est venu avec tromperie » (Genèse 27:35), ajoutant « et il a pris l’afikomane. » Selon le Midrash, ce évenement a eu lieu à la Pâque. Par conséquent, les enfants volent l’afikomane pour obtenir les bénédictions, qui sont le cadeau qu'ils demandent à leurs pères d'acheter pour eux.

### Manger l’afikomane
Après le repas et les desserts habituels, le leader du Séder distribue des morceaux de l’afikomane à chaque invité. S'il n'y en a pas assez pour faire le tour, d’autres morceaux de matza peuvent être ajoutés à la partie de l’afikomane de chaque personne.
La loi juive prescrit qu'un morceau de matza de la taille d'une olive soit mangé pour accomplir la mitsva relative à l’afikomane. Beaucoup de gens mangent avec celui-ci un morceau de matza supplémentaire, de la taille d'une olive. Le premier morceau de matza commémore l’agneau pascal, dont la viande a été mangée à la fin du repas festif du Séder à l’époque du Temple.
La deuxième pièce commémore la matza qui a été mangée avec la viande de l’agneau pascal également à l’époque du Temple, en accomplissement du commandement de la Torah : « Ils mangeront l’agneau pascal avec de la matza et du maror. » (Exode 12:8) Comme l’autre part de matza a été mangée plus tôt dans le repas, la coutume veut que l’afikomane soit mangé en s'inclinant vers la gauche.
Selon la loi juive, l’afikomane doit être consommé avant minuit (dit hatsot, en "heures variables"), par analogie avec l’agneau pascal, mangé avant minuit à l’époque du Temple de Jérusalem. 
Ainsi, si le Séder est retardé par les chants et de discussions liés à l’Exode d'Égypte, les familles pourront raccourcir le repas du Séder et passer rapidement à l’afikomane.
L’afikomane est ainsi le dernier aliment mangé du Séder de Pessa'h et on ne mangera pas d'autre nourriture pour le reste de la nuit, hormis les deux dernières tasses de vin du Séder et le café, le thé ou l'eau.

## Étymologie
Le mot grec sur lequel repose l’afikomane a deux significations, suivant les lectures du Talmud babylonien et du Talmud de Jérusalem.
Les deux Talmuds sont d’accord sur l’Halakha (déclaré dans la Haggada de la Pâque sous la réponse donnée au Fils sage) qu'aucun autre aliment ne doit être mangé après la consommation de l’afikomane, pour le reste de la nuit. Le Talmud babylonien explique que le mot viendrait du mot grec signifiant « dessert », le dernier mets d’un repas. 
Le Talmud de Jérusalem, attribue l’origine à un autre mot grec — « epikomion », signifiant « ce qui vient la fin du dîner » ou « divertissement ». Telle était la coutume chez les grecs et les romains de passer d’une fête ou d'un banquet à l’autre. La Halakha interdisant que toute autre aliment soit mangé après l’afikomane enjoint donc aux juifs de distinguer leur repas pascal des différents rituels païens.